# الشبكة (بهلا)
الشبكة قرية سكنية تقع في البريمي، التابعة لمحافظة الداخلية في سلطنة عمان. يقدر عدد سكانها بـ 176 نسمة حسب إحصاء عام 2010 التابع للمركز الوطني للإحصاء والمعلومات الحكومي. رمز المنطقة هو 50230680.

## الوصلات الخارجية
- المركز الوطني للإحصاء والمعلومات، سلطنة عمان